# Хольцхайм (Ар)
Хольцхайм (нем. Holzheim) — община в Германии, в земле Рейнланд-Пфальц.
Входит в состав района Рейн-Лан. Подчиняется управлению Диц. Население составляет 864 человека (на 31 декабря 2010 года). Занимает площадь 5,00 км².